# آن برتانی
آن برتانی (فرانسوی: Anne de Bretagne‎؛ زاده ۲۵ ژانویهٔ ۱۴۷۷ درگذشته ۹ ژانویهٔ ۱۵۱۴) یک نجیب‌زاده اهل فرانسه بود.